# Steffen Peters
Steffen Peters (n. 18 septembrie 1964, Wesel, Republica Federală Germania, Germania) este un sportiv ce a reprezentat Statele Unite ale Americii, medaliat olimpic. A participat la 5 ediții ale Jocurilor Olimpice (1996, 2008, 2012, 2016, 2020) în care a câștigat o medalie de bronz.